# Carla Cabral
Carla Regina Freitas Cabral (sinh ngày 21 tháng 10 năm 1976) là một nữ diễn viên người Brazil.

## Nghề nghiệp
Carla Cabral được Walter Avancini phát hiện và xuất hiện trong bốn cuốn tiểu thuyết của đạo diễn trong Rede Manchete, thường là trong dàn diễn viên chính, là một nữ anh hùng lãng mạn trong Xica da Silva và nhân vật chính ở Mandacaru.
Carla Cabral ddã tham gia vào một số vai diễn tại Rede Globo, như O Clone, A Casa das Sete Mulheres, trong số những người khác. Carla Cabral là nhân vật chính của vở opera xà phòng Seus Olhos, tại SBT năm 2004. Trong các vở kịch xà phòng tại Rede Record, cô tham gia vào Essas Mulheres, đóng vai nữ hầu gái xinh đẹp Lúcia, một nhân vật được lấy cảm hứng từ tiểu thuyết của Jose de Alencar. Ở Cidadão Brasileiro, là vợ của nhân vật chính Antônio Maciel (Gabriel Braga Nunes).
Năm 2004, Carla Cabral đóng vai chính đối diện Fábio Assunção, tác phẩm đầu tiên của anh là Espelho D'Água, do Carla Camurati đạo diễn. Nữ diễn viên có mặt trong dàn diễn viên của bộ phim truyện Pedaço de Santo, của Marco Simas, được quay vào năm 2009.
Năm 2009, Carla Cabral là một phần của dàn diễn viên của Maison, một Feia, của Record, giống như Cíntia.
Cô đổi tên nghệ danh từ Carla Regina thành Carla Cabral. Công việc truyền hình đầu tiên mà Carla Cabral được ghi nhận với tên mới là Jose do Egito. Và cùng năm (2013), nữ diễn viên được liệt kê trong dàn diễn viên Pecado Mortal của Carlos Lombardi, trong phim nữ diễn viên sẽ là Laura Leblon. Năm 2016 đánh dấu sự ra đi của Carla Cabral khỏi Rede Record.